# Tarjanne
Der Tarjanne (auch Tarjannevesi) ist ein See in der finnischen Landschaft Pirkanmaa.
Der See liegt in den Gemeinden Mänttä-Vilppula, Virrat und Ruovesi.
Er bildet den nordwestlichen Ausläufer eines Seensystems, das bis sich bis Tampere erstreckt.
Die Wasserfläche umfasst 54,87 km².
Der See liegt auf einer Höhe von 96,1 m und erreicht eine Wassertiefe von 67,78 m.
Das Einzugsgebiet des Tarjanne beträgt 3193 km².
Er wird vom nordwestlich gelegenen Seensystem Vaskivesi-Visuvesi gespeist.
Der Tarjanne wird im Südosten über zwei Abflussarme zum nahegelegenen See Ruovesi entwässert.
Größte Insel im Tarjanne ist Siperia mit 207 ha. 
Zwischen den beiden Abflussarmen liegt die Flussinsel Salonsaari mit einer Fläche von 490 ha.